# Epinephelus flavocaeruleus
Epinephelus flavocaeruleus és una espècie de peix de la família dels serrànids i de l'ordre dels perciformes.

## Morfologia
Els mascles poden assolir els 90 cm de longitud total.

## Distribució geogràfica
Es troba a l'Índic.